# Immeuble du gouvernement
Pour les articles homonymes, voir Place de la Constitution.
L'immeuble du gouvernement (en ukrainien : Будинок Уряду) est un bâtiment gouvernemental situé dans le quartier de Petchersk, à Kiev, en Ukraine.
Siège du cabinet des ministres du gouvernement de l'Ukraine et abrite aussi le Ministère des Finances, il est à proximité du bâtiment de la Rada et du palais Mariinsky.

## Historique
Il fut le siège du Conseil des Commissaires du Peuple de la République Socialiste Soviétique d'Ukraine puis celui du Conseil des ministres de la  RSS d'Ukraine.
De 1941 à 1954, avec 35 mètres, ce bâtiment est le plus haut de la ville.
Le principal architecte du projet est Ivan Fomine.

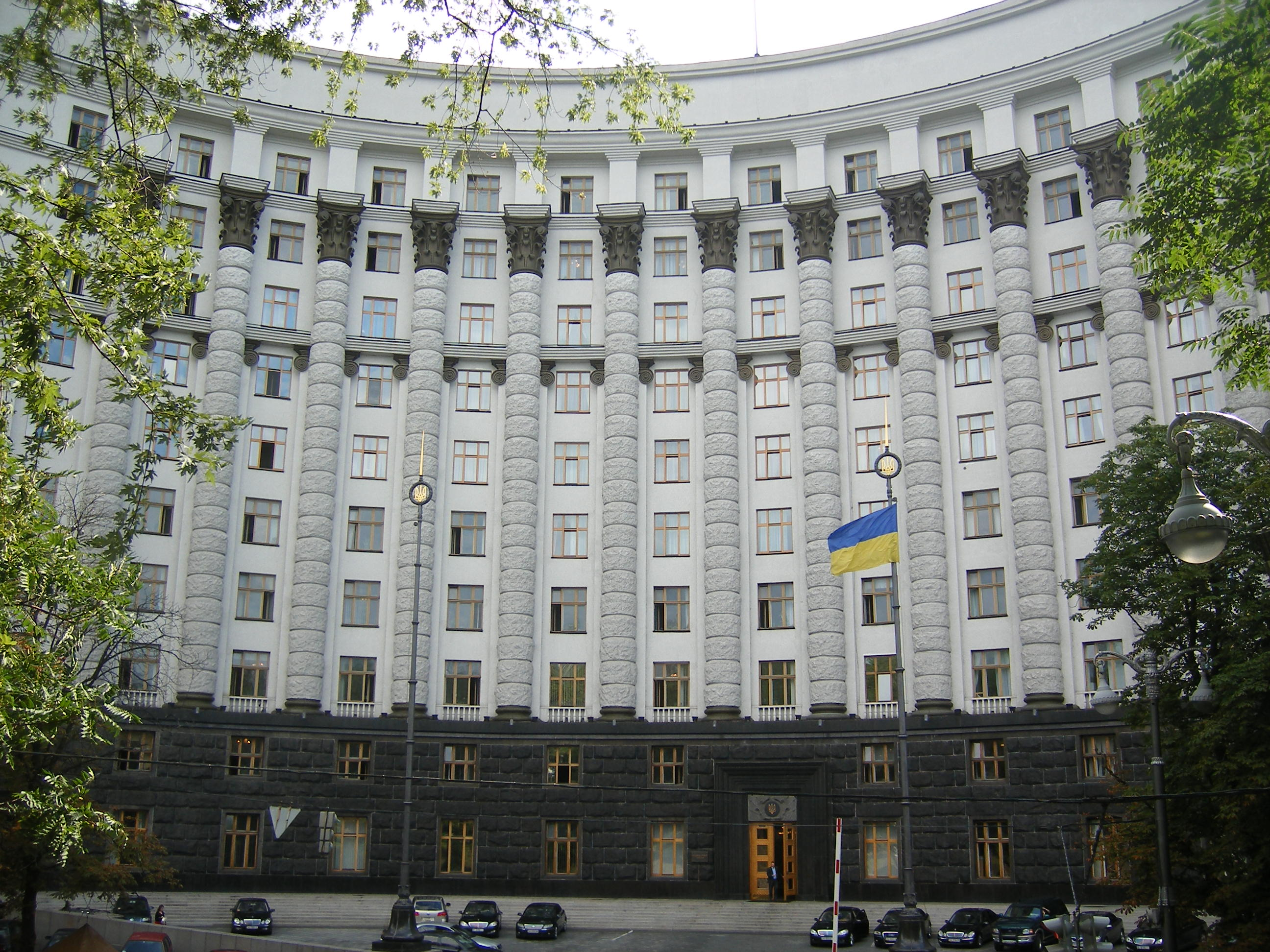
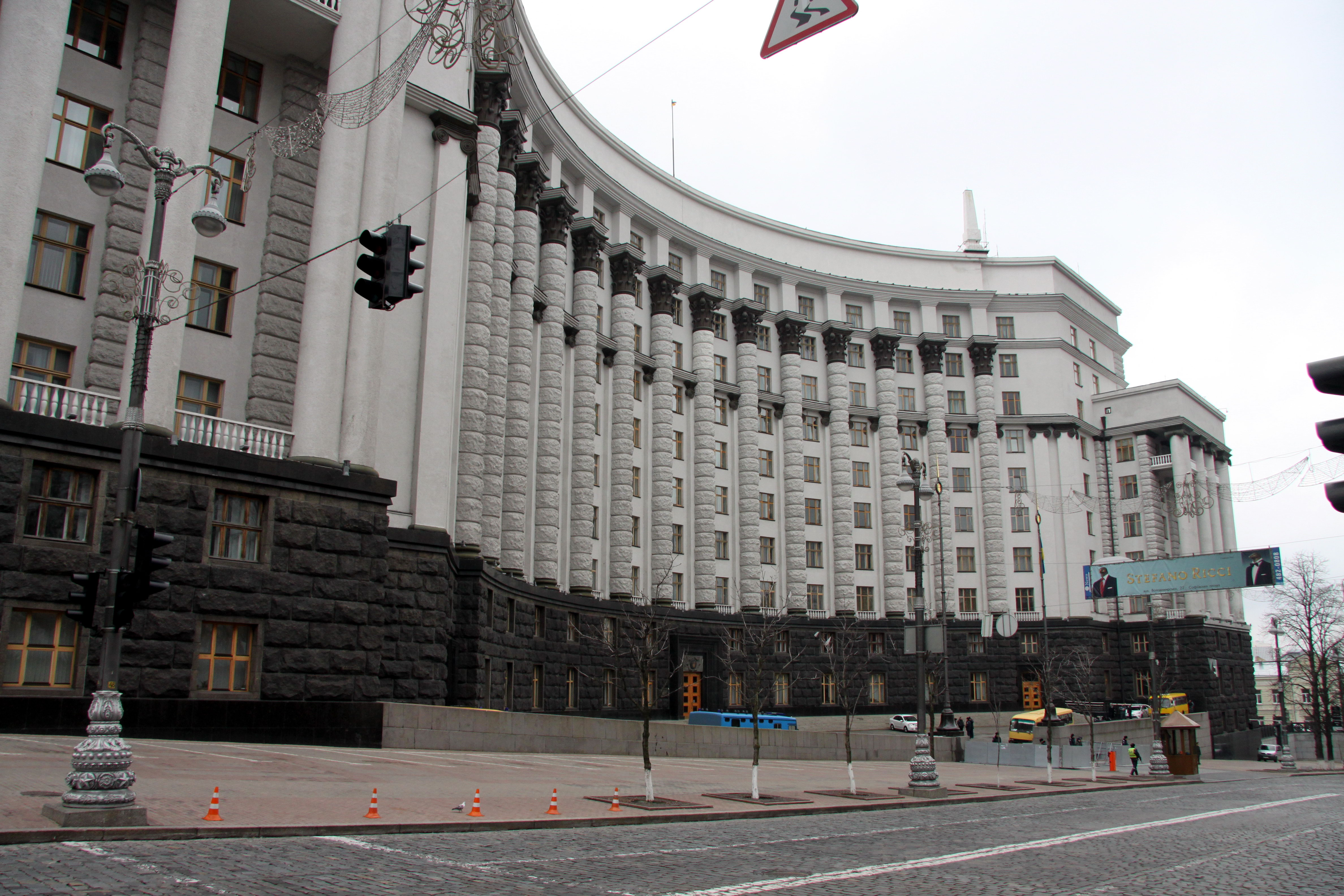
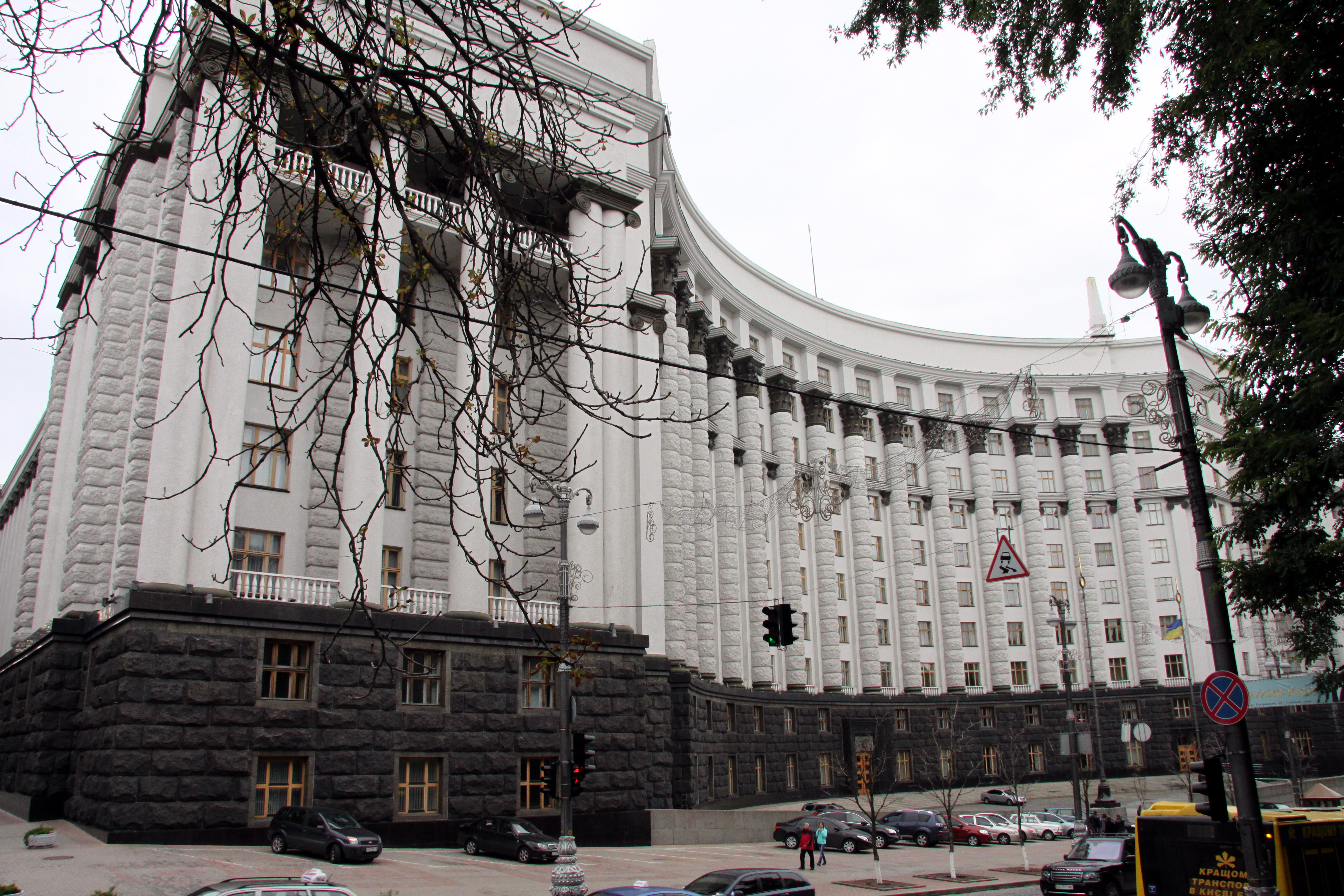
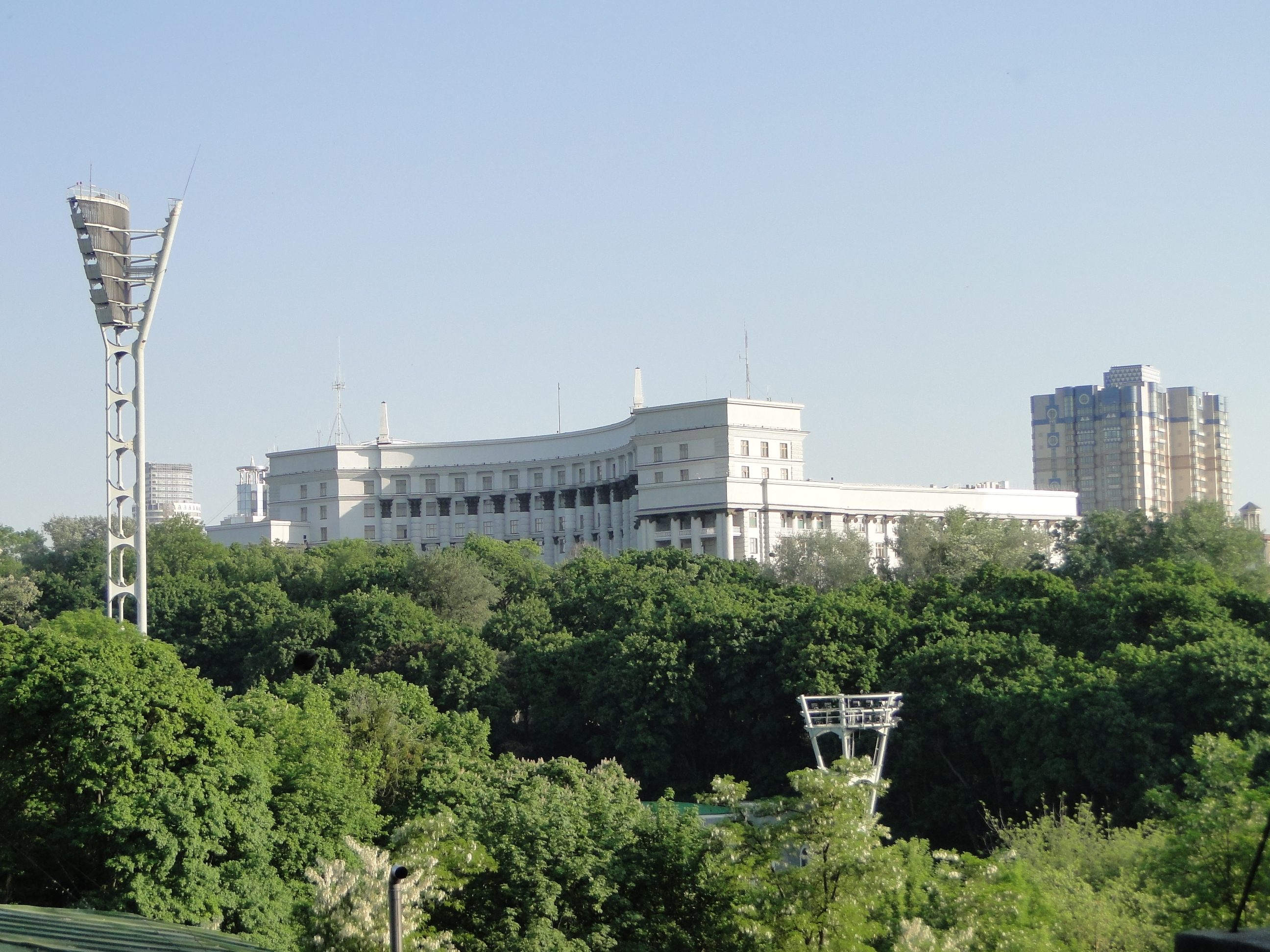
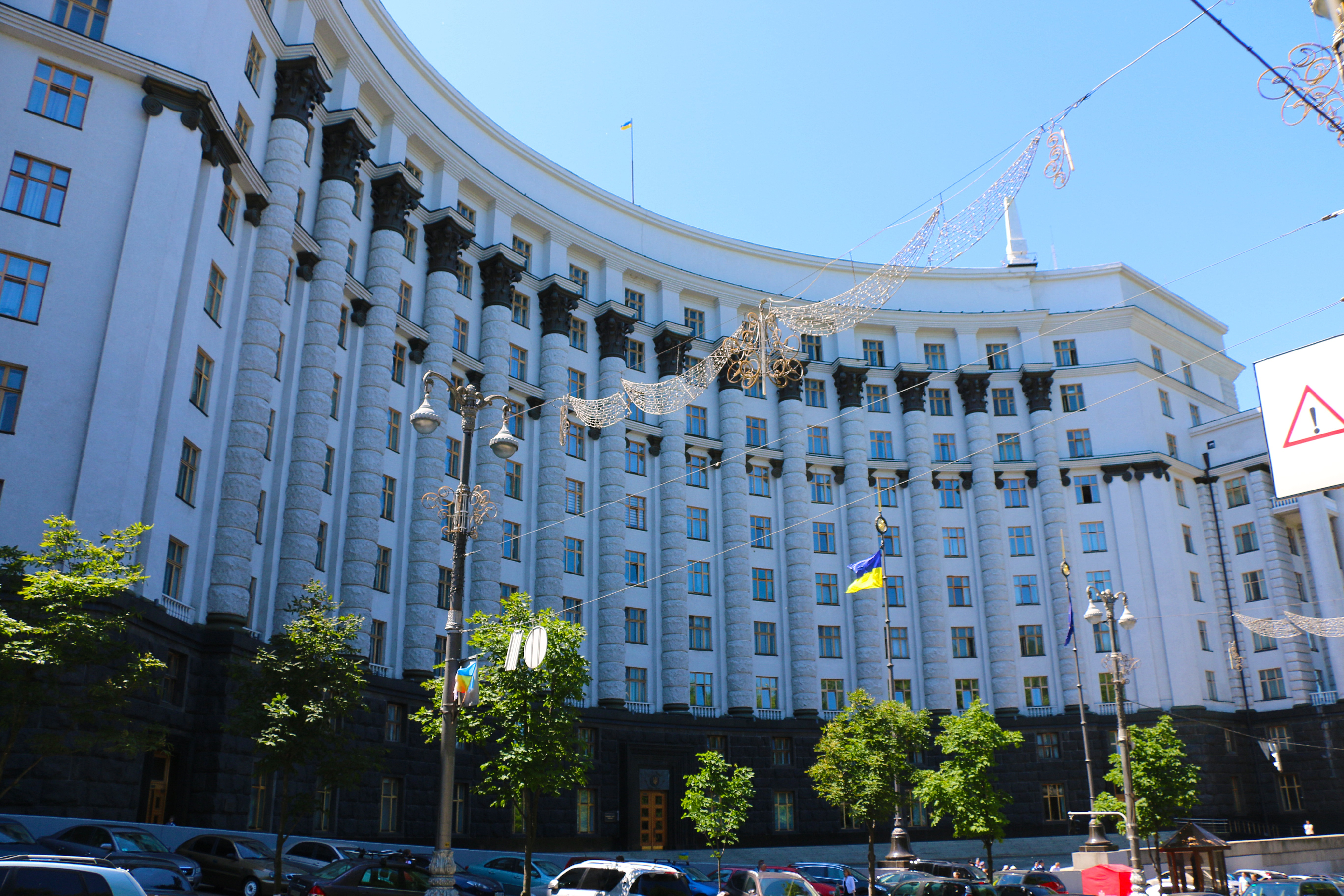
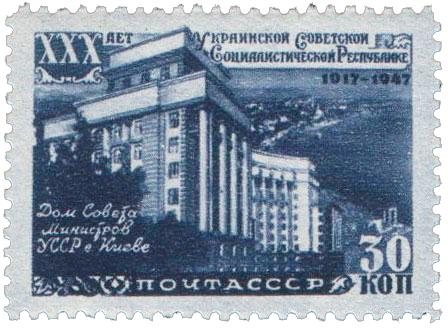